# Championnat de Malte de football 1920-1921
Navigation
Saison précédente Saison suivante
La saison 1920-1921 de First Division Maltaise est la dixième édition de la première division maltaise.
Lors de cette saison, le Sliema Wanderers FC ayant été exclu de la compétition, les neuf meilleurs clubs maltais se sont affrontés pour le titre lors d'une série de matchs se déroulant sur toute l'année.
Les neuf clubs participants au championnat ont été confrontés une fois aux huit autres.
C'est le Floriana FC qui a été sacré champion de Malte pour la quatrième fois.

## Les neuf clubs participants
| Club            | Stade          | Capacité | Ville      |
| --------------- | -------------- | -------- | ---------- |
| Floriana FC     | -              | -        | Floriana   |
| Hamrun Spartans | Victor Tedesco | 6 000    | Hamrun     |
| Paola United    | -              | -        | Paola      |
| Malta Police    | -              | -        | La Valette |
| Marsa FC        | -              | -        | Marsa      |
| Msida Rangers   | -              | -        | Msida      |
| Qormi United    | -              | -        | Qormi      |
| Sliema Rangers  | -              | -        | Sliema     |
| Valletta United | -              | -        | La Valette |

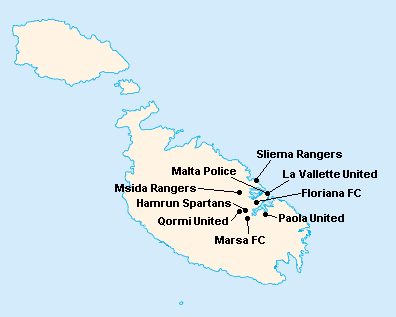
Localisation des clubs engagés dans le championnat.

L'île de Malte étant relativement petite, les clubs évoluent tous au stade National Ta'Qali (17 400 places). Certains cependant ont leur propre enceinte qu'ils peuvent éventuellement utiliser.

## Compétition

### Classement
| Rang | Équipe             | Pts | J | G | N | P | Bp | Bc | Diff |
| ---- | ------------------ | --- | - | - | - | - | -- | -- | ---- |
| 1    | Floriana FC (P)    | 16  | 8 | 8 | 0 | 0 | 26 | 1  | +25  |
| 2    | Marsa FC           | 13  | 8 | 6 | 1 | 1 | 19 | 2  | +17  |
| 3    | Hamrun Spartans    | 13  | 8 | 6 | 1 | 1 | 14 | 6  | +8   |
| 4    | Valletta United    | 8   | 7 | 4 | 0 | 3 | 9  | 6  | +3   |
| 5    | Paola United       | 6   | 8 | 2 | 2 | 4 | 8  | 11 | -3   |
| 6    | Sliema Rangers (P) | 5   | 7 | 2 | 1 | 4 | 12 | 13 | -1   |
| 7    | Qormi United (P)   | 5   | 8 | 2 | 1 | 5 | 5  | 26 | -21  |
| 8    | Msida Rangers (P)  | 2   | 8 | 1 | 0 | 7 | 4  | 18 | -14  |
| 9    | Malta Police (P)   | 2   | 8 | 1 | 0 | 7 | 6  | 20 | -14  |

| Légende : Qualifications et relégations | Légende : Qualifications et relégations |
| --------------------------------------- | --------------------------------------- |
|                                         | Relégation en Second Division Maltaise  |
|                                         | (P) : Promu en 1919-1920                |

## Bilan de la saison
| Tableau d'Honneur       |             |
| Compétition             | Vainqueur   |
| First Division Maltaise | Floriana FC |

| Promotions et relégations            |                                                      |
| Relégués en Second Division Maltaise | Qormi United Marsa United Paola United Msida Rangers |
| Promus de Second Division Maltaise   | Sliema Wanderers FC St. George's FC                  |